# 酒田祭

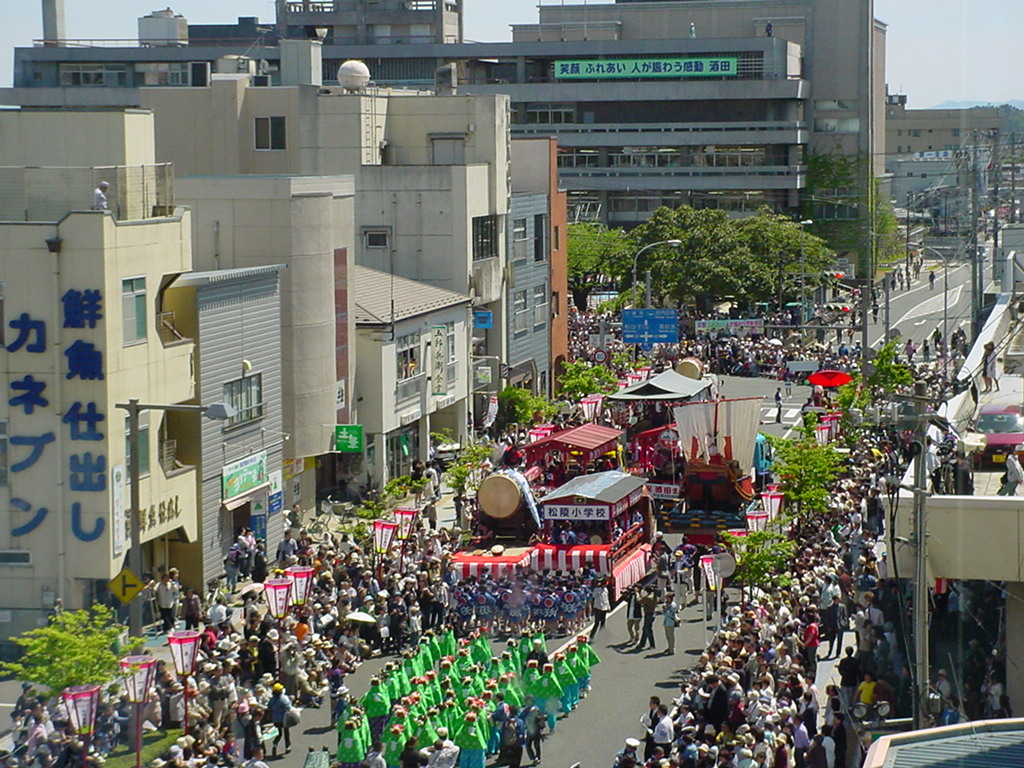
酒田祭 2005年5月20日撮影

酒田祭（さかたまつり）は、山形県酒田市内にある日枝神社の祭り。毎年5月19日から21日までの3日間酒田市中心部を会場にして行われる。
江戸時代から続く祭りで、古くは山王祭と呼ばれたほか、明治末の電線設置までは非常に背の高い山車が練り歩くことで有名であった。1976年酒田市に大火が起こり、その後の復興を機に名称を酒田祭に改めている。
シンボルにもなっている巨大な獅子頭と山車が、市内中心部を練り歩く。
2020年は新型コロナウイルス感染拡大の影響で宵祭り、山車行列を中止。露店も出さず神社での神事のみ行われた。2021年も神事のみとなったが、2022年、3年ぶりに開催した。

## 酒田祭りギャラリー

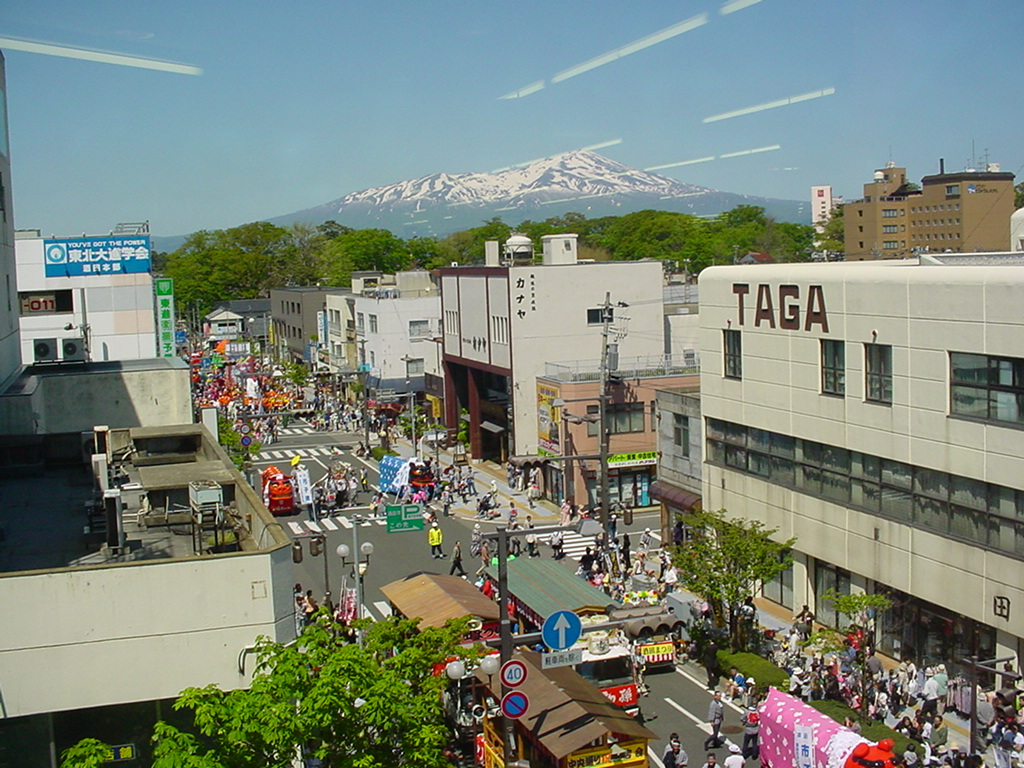
鳥海山を背景にした酒田祭り
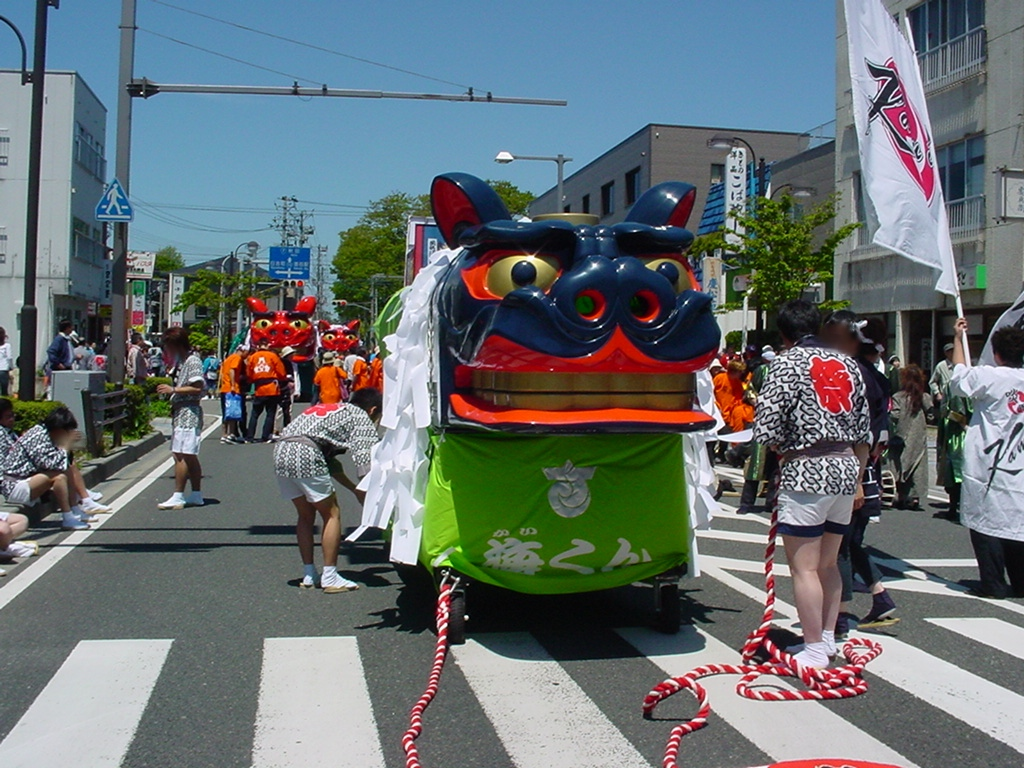
黒い獅子頭
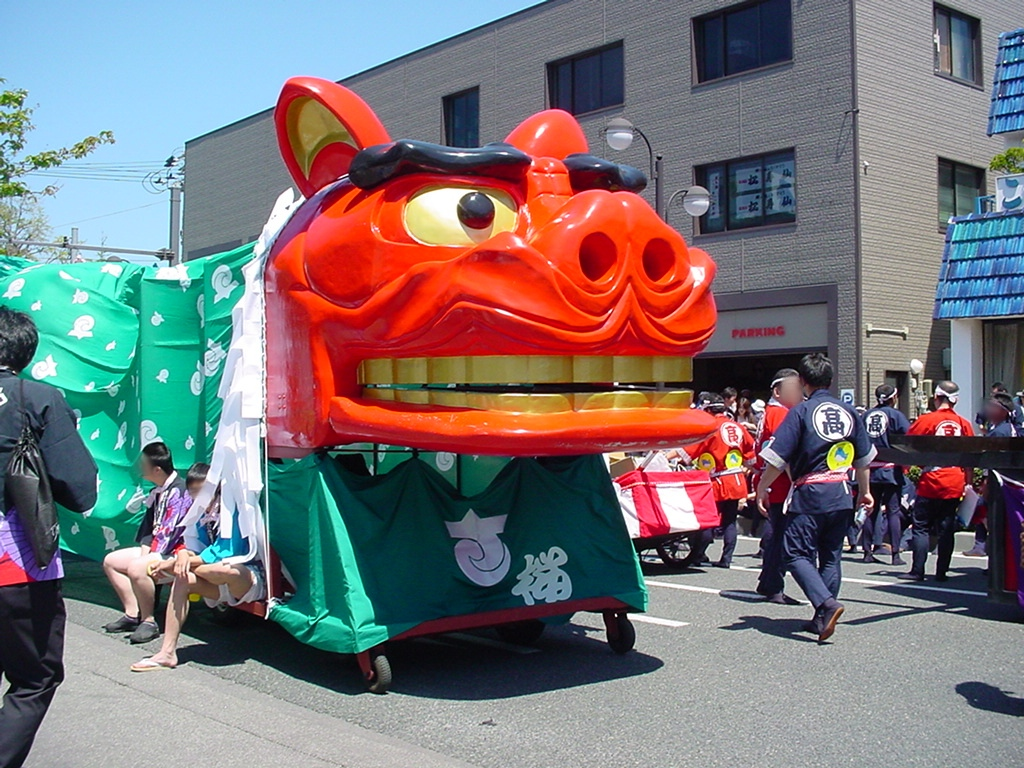
赤い獅子頭
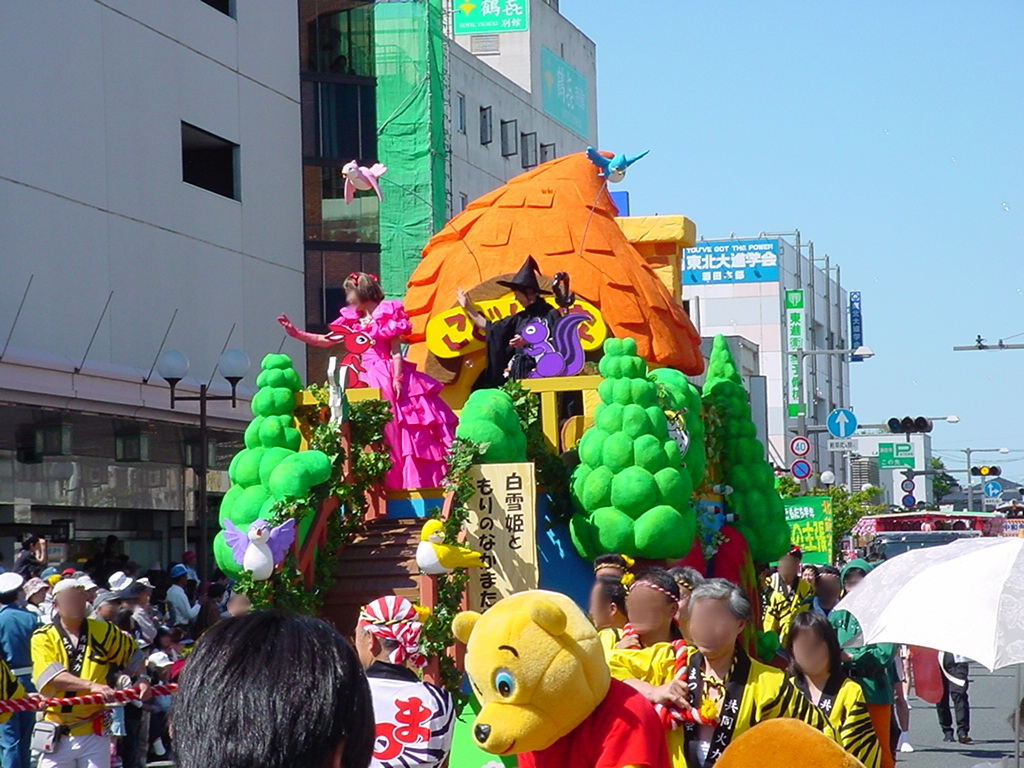
ユニークな山車